# Игнатьев, Геннадий Фёдорович
Геннадий Фёдорович Игнатьев (6 марта 1928, Саратов — 19 сентября 2000, Красноярск) — российский электрофизик. Лауреат Ленинской премии и Государственной премии СССР.

## Биография
Родился 6 марта 1928 года в Саратове в семье военного врача.
После окончания радиофизического факультета Томского университета работал в КБ Красноярского радиозавода, последняя должность — главный конструктор по радионавигационным системам и длинноволновой радионавигации.
С 1962 г. зав. лабораторией № 3, позднее реорганизованной в Специальное геофизическое управление НПО «Сибцветметавтоматика». В 1968 г. защитил кандидатскую диссертацию «Исследование возможности создания измерительного комплекса аппаратуры для среднечастотной электромагнитной разведки».
В 1977—1993 гг. начальник и главный конструктор отпочковавшегося от НПО «Сибцветметавтоматика» Центрального конструкторского бюро (ЦКБ) «Геофизика» Ракетно-космического управления Гособоронпрома СССР.
В конце 1970-х гг. организовал кафедру электрофизики в Красноярском госуниверситете (руководил ею до 1994 г.) и филиал кафедры радиосистем в Красноярском политехническом институте (преподавал там до последних дней).
Область научных интересов: исследования высокочастотных токов, высоких и сверхвысоких напряжений, возможности беспроводной передачи на большие расстояния электроэнергии, радио- и электросигналов.
Автор более 70 изобретений, в том числе секретных (разработка средств дальней связи в космосе), за которые удостоен Государственной премии СССР (1977, усилитель мощности для системы аварийно-вызывной шахтной связи) и Ленинской премии (1986, за уникальные технические решения, предложенные для создания стационарного узла радиоуправления специального назначения). Заслуженный изобретатель РСФСР.
Доктор технических наук, профессор. Соавтор монографии:
- Электромагнитное профилирование [Текст] / А. В. Вешев, В. Г. Ивочкин, Г. Ф. Игнатьев. — Ленинград : Недра. Ленингр. отд-ние, 1971. — 215 с. : ил.; 22 см.

Умер в Красноярске 19 сентября 2000 г. после второго инсульта, похоронен на Аллее Почёта кладбища Бадалык.
Семья: был женат дважды, семеро детей.